# Tizi n'Test
O Tizi n'Test é um passo de montanha na cordilheira do Alto Atlas, situado em Marrocos, a sudoeste do Toubkal, a montanha mais alta do Norte de África. Situa-se a 2 092 metros de altitude, na província de Al Haouz e região de Marrakech-Tensift-Al Haouz, praticamente no limite com a província de Tarudante da região de Souss-Massa-Drâa.
É atravessado pela estrada R203, que liga Marraquexe (situada 136 km a nordeste) a Tarudante (90 km a sudoeste). A nordeste do passo, a mesma estrada, construída entre 1924 e 1932 pelos franceses, durante o Protetorado Francês de Marrocos, passa pela aldeia histórica de Tinmel (45 km) e por Asni, (86 km). A norte de Tizi n'Test estende-se o vale alto do N'Fiss, pátria da tribo Goundafa. Para sul, praticamente dois mil metros abaixo, avista-se a planície do Suz e para além dela a cadeia montanhosa do Antiatlas.